# Raymondia javanica
Raymondia javanica är en tvåvingeart som beskrevs av Falcoz 1931. Raymondia javanica ingår i släktet Raymondia och familjen lusflugor. Inga underarter finns listade i Catalogue of Life.